# Gustav Freytag
Gustav Freytag (Kreuzburg, 1816 – Wiesbaden, 1895) è stato un politico e scrittore tedesco. Nato a Kreuzburg, oggi Kluczbork, in Polonia, fu tra i fautori dell'egemonia prussiana sulla Germania di metà '800. Eletto deputato nel 1866 svolse un attivo ruolo politico fino alla morte. Notissimo il suo Die Journalisten (1853).
Fu allievo di Hoffman von Fallersleben, che dalla sua cattedra di Breslavia diffondeva anche idee liberali e patriottiche.
Dopo un breve periodo in cui insegnò letteratura tedesca, gli interessi politici lo spinsero al giornalismo.
Proprio l'ambiente giornalistico gli offrì l'argomento della sua opera più nota: I giornalisti (1853), che si mise in luce per il garbo e la vivacità.
Divenuto l'esponente più di spicco dei liberali nazionalisti, scrisse la mastodontica Bilder aus der deutschen Vergangenheit (Quadri del passato tedesco, 1859-1867), considerata l'inizio della corrente storiografica tendente a riprodurre la situazione culturale, religiosa e sociale delle varie epoche.
Un'altra opera di rilievo fu il notevole romanzo Soll und Haben (Dare e avere, 1855), uno tra i più letti nella Germania dell'Ottocento, nel quale si avvicinò alle idee dello storico Treitschke. Questo lavoro subì anche l'influsso dickensiano.
Da annoverare, tra le sue opere principali, anche il ciclo di romanzi storici Die Ahnen (Gli antenati, 1872-1880).
Sua, inoltre, la suddivisione in tre fasi (nota appunto come "triangolo - o piramide - di Freytag") di una struttura ricorrente nelle narrazioni. Questa prevede una prima fase di esposizione ed avvio della storia, una seconda di culmine e rientro della climax e la terza è la risoluzione.